# Caligula (anime)
Caligula (カリギュラ, Karigyura) é uma adaptação de anime do jogo The Caligula Effect. É produzido pelo estúdio Satelight e exibido entre 8 de abril e 24 de junho de 2018.

## Personagens
Os dubladores do elenco diferem um pouco do jogo.
erro em {{japonês}}: Texto em japonês ou romaji necessário (ajuda)
Voz de: Chiharu Sawashiro
O protagonista. No videogame, o protagonista não tem nome e pode ser homem ou mulher.
μ (pronuncia-se Mu)
Voz de: Reina Ueda
erro em {{japonês}}: Texto em japonês ou romaji necessário (ajuda)
Voz de: Yūichirō Umehara, Tomoaki Maeno
erro em {{japonês}}: Texto em japonês ou romaji necessário (ajuda)
Voz de: Shunsuke Takeuchi
erro em {{japonês}}: Texto em japonês ou romaji necessário (ajuda)
Voz de: Asami Shimoda
erro em {{japonês}}: Texto em japonês ou romaji necessário (ajuda)
Voz de: Soma Saito
erro em {{japonês}}: Texto em japonês ou romaji necessário (ajuda)
Voz de: Shouta Aoi
erro em {{japonês}}: Texto em japonês ou romaji necessário (ajuda)
Voz de: Minami Tanaka
erro em {{japonês}}: Texto em japonês ou romaji necessário (ajuda)
Voz de: Rie Murakawa
erro em {{japonês}}: Texto em japonês ou romaji necessário (ajuda)
Voz de: Eriko Nakamura
erro em {{japonês}}: Texto em japonês ou romaji necessário (ajuda)
Voz de: Mai Fuchigami
erro em {{japonês}}: Texto em japonês ou romaji necessário (ajuda)
Voz de: Ari Ozawa
erro em {{japonês}}: Texto em japonês ou romaji necessário (ajuda)
Voz de: Yuuma Uchida
erro em {{japonês}}: Texto em japonês ou romaji necessário (ajuda)
Voz de: Rie Takahashi
erro em {{japonês}}: Texto em japonês ou romaji necessário (ajuda)
Voz de: Yumiri Hanamori
erro em {{japonês}}: Texto em japonês ou romaji necessário (ajuda)
Voz de: Yuka Ōtsubo
erro em {{japonês}}: Texto em japonês ou romaji necessário (ajuda)
Voz de: Emi Nitta
erro em {{japonês}}: Texto em japonês ou romaji necessário (ajuda)
Voz de: Yoshimasa Hosoya

## Anime
FuRyu anunciou durante uma apresentação ao vivo que The Caligula Effect seria adaptado para um anime televisivo. Ele estreou em abril de 2018. O anime é dirigido por Junichi Wada no Satelight, com Touko Machida lidando com a composição da série, Kenji Tanabe desenhou os personagens baseados no design original de Oguchi, e Yasuharu Takanashi ao lado de Funta7, Tsukasa Masuko, Kenji Iwata e RegaSound compuseram a música. A música-tema de abertura é "Paradigm Box", de Chiharu Sawashiro e Shunsuke Takeuchi, enquanto o tema final é "Hypno", de Minami Tanaka, Rie Murakawa, Ari Ozawa e Rie Takahashi. A série durou 12 episódios. Crunchyroll transmitiu a série.
| No. | Título em inglês Título em japonês | Data de transmissão |
| --- | --- | ------------------- |
| 1   | "When You Lose Your Composure, You Cannot Reach the Truth or Reality" Transliteração: "Reisei sa o miushinau to, shinjitsu to shinri ni tadoritsuku koto wa dekinai." (em japonês: 冷静さを見失うと, 真実と真理にたどり着くことはできない。) | 8 de abril de 2018  |
| 2   | "Anxiety, Irritation, and Other Such Negative Emotions Spread to Others" Transliteração: "Fuan, shōsō nado toitta make no kanjō wa tanin o makikondeiku." (em japonês: 不安, 焦燥などといった負の感情は他人を巻き込んでいく。) | 15 de abril de 2018 |
| 3   | "Why Do We Live? The Further We Pursue the Meaning of Life, the More Confused We Become" Transliteração: "Naze, ikite iru no ka? Jinsei ni tsuite tsukitsumete ike ba iku hodo, konran shite shimau." (em japonês: 何故、生きているのか？人生について突き詰めて行けば行くほど、混乱してしまう。)                                                    | 22 de abril de 2018 |
| 4   | "People Who do Not Respect Themselves Will Not be Respected By Others!" Transliteração: "Jibun no sonzai o mitomenai ningen wa, tanin kara mo sonkei sarenai." (em japonês: 自分の存在を認めない人間は、他人からも尊敬されない。) | 29 de abril de 2018 |
| 5   | "Everyone Gets Hurt, But Those Who Don't Realize They're Hurting Can't be Healed" Transliteração: "Dare de mo kizutsuku koto wa aru. Da ga, kizutsuite iru koto ni kizukanai mono wa iyasarenai." (em japonês: 誰でも傷つくことはある。だが、傷ついていることに気付かない者は癒やされない。)                                                        | 6 de maio de 2018   |
| 6   | "Looking Forward Doesn't Equal Progress On its Own. Understanding One's Situation is Also an Important Step" Transliteração: "Maemuki na dake ga zenshin to wa ienai. Jōkyō o shiru koto mo taisetsu na ichi ho da." (em japonês: 前向きなだけが前進とは言えない。状況を知ることも大切な一歩だ。)                                                   | 13 de maio de 2018  |
| 7   | "When You're in a Desperate Situation, It's All the More Important to Keep Smiling" Transliteração: "Zetsubō-teki na jōkyō de aru toki koso, egao o tataeru koto ga hitsuyō da." (em japonês: 絶望的な状況である時こそ、笑顔をたたえることが必要だ。)                                                                                               | 20 de maio de 2018  |
| 8   | "Your Life Shouldn't be Built from Someone Else's Blueprint. No Matter How Unskilled You May Be You Should Draw It Yourself" Transliteração: "Jinsei to wa, tanin no sekkei zu de tsukuru mono de wa nai. Donna ni chisetsu de mo jibun de egakubekida." (em japonês: 人生とは、他人の設計図で作るものではない。どんなに稚拙でも自分で描くべきだ。) | 27 de maio de 2018  |
| 9   | "Even If Something has Already Happened, You Can Still Choose What You Do" Transliteração: "Nani ka ga okotte shimatta ato de atte mo, Nani o suru ka wa jibun de sentaku dekiru." (em japonês: 何かが起こってしまった後であっても、何をするかは自分で選択できる。)                                                                                 | 3 de junho de 2018  |
| 10  | "Caligula" | 10 de junho de 2018 |
| 11  | "People Constantly Seek Out the Right Answer, Yet is Being Right Really All that Matters?" Transliteração: "Hito wa tsune ni seikai o motomeru. Da ga, tadashikere ba hontō ni sore de ī no ka?" (em japonês: 人は常に正解を求める。だが、正しければ本当にそれでいいのか?)                                                                          | 17 de junho de 2018 |
| 12  | "Destroy Your Ideals and Self, and Return to Hell and Reality" Transliteração: "Risō o kowashite, genjitsu e kaeru――." (em japonês: 理想を壊して、現実へ帰る――。) | 24 de junho de 2018 |